# Rosental an der Kainach
Rosental an der Kainach es una localidad del distrito de Voitsberg, en el estado de Estiria, Austria, con una población estimada a principio del año 2023 de 1666 habitantes. 
Se encuentra ubicada en el centro-sur del estado, al oeste de la ciudad de Graz —la capital del estado— y cerca de la frontera con el estado de Carintia.